# Muara Medak
Muara Medak is een bestuurslaag in het regentschap Musi Banyuasin van de provincie Zuid-Sumatra, Indonesië. Muara Medak telt 5476 inwoners (volkstelling 2010).